# Acacia wattsiana
Acacia wattsiana é uma espécie de leguminosa do gênero Acacia, pertencente à família Fabaceae.